# Orde van de Trouwe Krijger
De Meest Ridderlijke Orde van de Trouwe Krijger (Maleis: "Darjah Pahlawan Yang Amat Gagah Perkasa") is een van de ridderorden van het Sultanaat Kelantan. De in 1919 ingestelde orde heeft één enkele graad. De orde heeft een donkerrood lint.

De leden mogen de letters PYGP achter hun naam plaatsen.